# Опікунське управління державною власністю
Опіку́нське управлі́ння держа́вною вла́сністю — інституція у східних землях Німеччини, основний державний орган з проведення приватизації. Створена у 1990 р. Опікунське управління підлегле федеральному міністерству фінансів, має у своєму розпорядженні значні грошові кошти, до його складу входять центральний апарат і 15 регіональних філіалів (за числом округів колишньої НДР).
У результаті ухвалення цим управлінням одноразового акту всі державні підприємства були оголошені товариствами з обмеженою відповідальністю, а комбінати — холдинговими компаніями.